# Hrvatsko društvo kemijskih inženjera i tehnologa
Hrvatsko društvo kemijskih inženjera i tehnologa – HDKI, hrvatska strukovna udruga kemijskih inženjera i tehnologa, kemičara, fizičkih i pravnih osoba. Djeluje na području Republike Hrvatske. Sjedište joj je u Zagrebu, Berislavićeva 6/I.
Godine 1878. osnovan je Klub inžinirah i arhitektah. 1928. godine osnovana je sekcija pri klubu, zvana Klub kemičara od koje je nastao današnji HDKI. Sekcija je 1952. promijenila ime u Društvo kemičara i tehnologa Hrvatske. Današnje ime nosi od 1992. godine.
Članove okuplja radi unaprjeđenja kemijsko-inženjerske i srodnih struka. Radi na razvoju prirodnih i tehničkih znanosti i njihove primjene u praksi. Prati razvoj znanosti, tehnike i tehnologije, daje mišljenja o tehničkim i tehnološkim rješenjima, o planiranju izgradnje, uređivanju prostora i čuvanju čovjekova okoliša. Potiče svekolike inženjerske djelatnosti radi postizanja optimalnog tehničkog i gospodarstvenog razvitka, blagostanja, sigurnosti, zdravlja, očuvanja okoliša i kvalitete društva. Pomaže i potiče inženjere pri stručnom usavršavanju i organiziranju odgovarajućih oblika stručnog usavršavanja. Njeguje i razvija etiku inženjerskog poziva. Potiče, uređuje i izdaje znanstvene i stručne publikacije. Svoje ciljeve HDKI ostvaruje organiziranjem kongresa, skupova, susreta, savjetovanja, seminara, kolokvija, okruglih stolova, tribina(), predavanja, razgovora i drugih načina okupljanja članova. HDKI i Hrvatsko kemijsko društvo svake godine održavaju hrvatski skup kemičara i kemijskih inženjera s međunarodnim sudjelovanjem, počevši od 1994. godine. Izdaje časopis Kemija u industriji (od 1951.) i od 1987. godine. Chemical and Biochemical Engineering Quarterly. Članom je Europske federacije za kemijsko inženjerstvo (EFCE) i Europske polimerne federacije (EPF) od 1993. godine.

## Vanjske poveznice
- Hrvatsko društvo kemijskih inženjera i tehnologa Hrvatska tehnička enciklopedija, portal hrvatske tehničke baštine. LZMK